# El Sauzal
El Sauzal és un municipi de l'illa de Tenerife, a les illes Canàries. L'origen del nom del municipi es deu a la gran quantitat de salzes (Salix Canariensis) que hi ha la zona, antigament coneguda pel nom d'El Sauzalejo. Fidel testimoni d'aquells temps, encara avui es conserven alguns exemplars en el parc de Los Lavaderos o en la llera d'alguns barrancs. El municipi rep el nom de la capital municipal, poble dedicat completament a les labors agrícoles, els carrers de les quals són un bell exemple de l'arquitectura tradicional canària. En aquest municipi, hi va néixer la monja María de León Bello y Delgado, que té fama de miraculosa.
En el municipi hi ha el parc de los Lavaderos i també la casa del Vi en la Baranda, que té un museu, centre d'exposicions, sala de degustacions, botiga i restaurant. Aquest museu és propietat del Cabildo Insular de Tenerife. Dintre del terme municipal, el seu extrem sud s'inclou dintre d'un espai natural que abasta diversos municipis limítrofs, denominat Vessants de Santa Úrsula, Los Órganos, alts de la Vall de Güímar i forest de L'Esperança. Tot ell constituïx un paratge boscós de gran interès paisatgístic i ecològic. En l'altre extrem del municipi, en la seva franja costanera, hi ha l'espai natural protegit dels penya-segats del Sauzal i Tacoronte, un enclavament on es refugien nombroses aus marines, i és també d'interès botànic, pels curiosos endemismes que hi ha.

## Població
| Any  | Població | Densitat (hab/km²) |
| ---- | -------- | ------------------ |
| 1991 | 6.258    | 341,78             |
| 1996 | 7.034    | 384,16             |
| 2001 | 7.689    | 427,16             |
| 2004 | 8.178    | 442,29             |
| 2006 | 8.514    | 464,99             |
| 2007 | 8.826    | 482,03             |

## Edificis religiosos

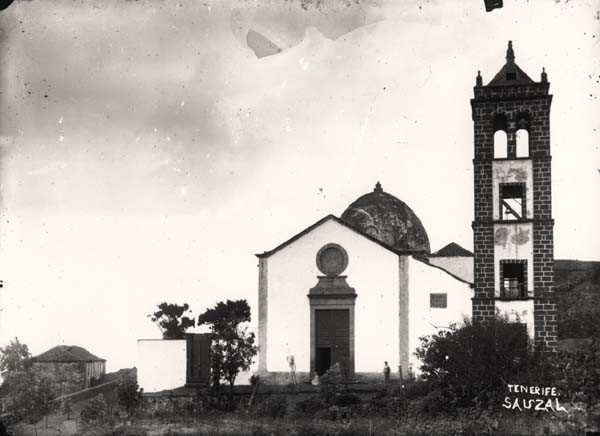
Imatge històrica: església de Sant Pere Apòstol,

L'església de San Pere Apòstol i l'ermita de Los Ángeles, ambdues del segle xvi, són dos importants mostres dels monuments que encara avui es conserven.